# Полінська Віра Костянтинівна
Віра Костянтинівна Полі́нська (31 вересня [13 жовтня] 1913, Іркутськ, Іркутська губернія, Російська імперія — 8 червня 1994, Львів, Україна) — українська театральна акторка. Народна артистка Української РСР (1972).

## Біографія
Народилася 31 вересня [13 жовтня] 1913 року в місті Іркутську (тепер Росія). У 1936 році закінчила Київський театральний інститут, відтоді працювала в Запорізькому українському драматичному театрі імені Марії Заньковецької (з 1944 року — у Львові). Членкиня ВКП(б) з 1953 року.
Чоловік — актор Володимир Данченко, син Сергій — театральний режисер.
Померла 8 червня 1994 року. Похована на полі № 5 Личаківського цвинтаря.

## Ролі
Виконала ролі:
- Текля («Доки сонце зійде, роса очі виїсть» Марка Кропивницького);
- Донна Консепсьйон («Камінний господар» Лесі Українки);
- Мілена («Човен хитається» Ярослава Галана);
- Клавда (за твором «Сестри Річинські» Ірини Вільде);
- Амра старша («Восени, коли зацвіла яблуня» Ярослава Верещака);
- Ольга («Три сестри» Антона Чехова);
- Терешкова («Трибунал» Андрія Макайонка);
- Органова («Дами і гусари» Александера Фредро).